# Nvu
Nvu（エヌビュー）は、Webオーサリングツールのひとつ。Linux、Mac OS X、Windows で利用可能。2016年に開発を中止した。
プロプライエタリソフトウェアである Microsoft FrontPage や Macromedia Dreamweaver などの代替となるオープンソースのソフトウェアとして開発が進められていたが、2006年9月15日に開発中止が公式発表された。公式サイトとして用意されていた nvudev.org 及び nvudev.com も、2008年10月6日にドメインネームの期限切れとなっている。
Mozilla Application Suite の Composer コンポーネントがベースとなっており、HTMLレンダリングエンジンには Gecko 1.7 が採用されている。
開発の主体は、Mozilla の外部団体 Nvu Project の Disruptive Innovations で、Linspire inc, の支援を受けていた。
Nvu の開発中止を受けて、いくつかの後継ソフトウェアが開発されている。
コミュニティが Nvu の非公式的なバグフィックスビルドとして KompoZer を提供した。その後、Nvu の開発者ダニエル・グラッツマンが Nvu 1.0 のコードを　KompoZer コミュニティに託したため、KompoZer が Nvu の事実上の後継ソフトウェアとなっている。
グラッツマンは2008年9月29日、Mozilla のGecko 1.9 と XULRunner を元に新規に開発中の BlueGriffon を発表した。
Mozillaプロジェクトで、かつて Composer 2.0 と呼ばれていたものが、新規に開発されている。これも、Gecko 1.9 と XULRunner を元にしており、PHP と CSS をサポートする予定となっている。

## リリース履歴
- 2004年
  - 2月4日 0.1 リリース
  - 3月25日 0.20 リリース
  - 6月11日 0.3 リリース
  - 8月10日 0.4 リリース
  - 10月6日 0.5 リリース
  - 11月26日 0.6 (1.0b) プレリリース
- 2005年
  - 1月6日 0.7 (1.0b2) プレリリース
  - 2月2日 0.8 (1.0b3) プレリリース
  - 2月9日 0.81 プレリリース
  - 3月4日 0.90RC1 リリース
  - 3月11日 0.90 リリース
  - 4月5日 1.0PR リリース
  - 6月29日 1.0 リリース

## References
1. ↑  BlueGriffon  comment
2. ↑  BlueGriffon Announcement